# 皮德沃洛奇斯克

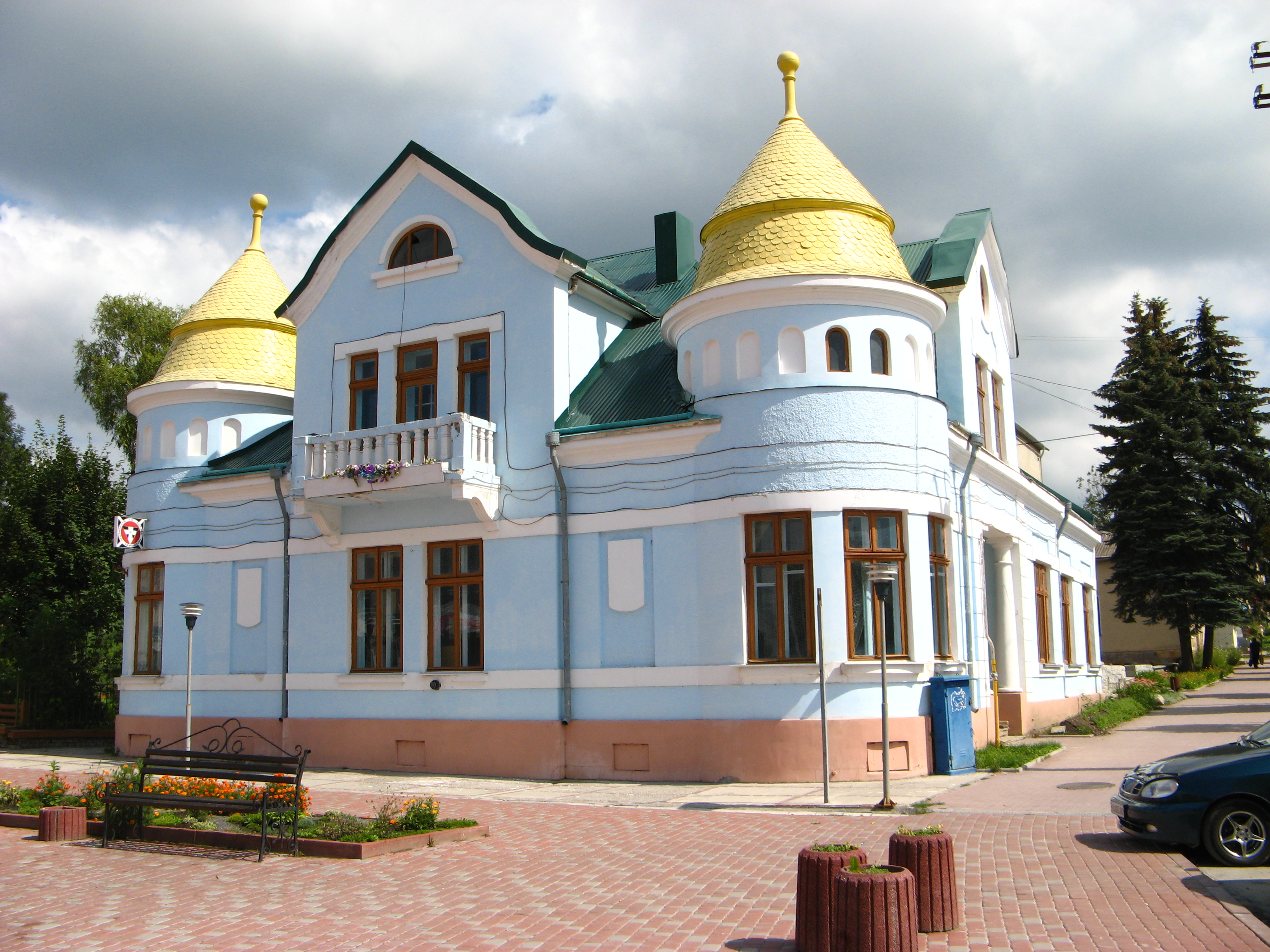

皮德沃洛奇斯克（羅馬化：Pidvolochysk；又译为皮德沃洛切斯克）是烏克蘭西部捷爾諾波爾州捷尔诺波尔区皮德沃洛奇斯克市镇内的鎮及其行政中心。2020年乌克兰行政区划调整前是皮德沃洛奇斯克區的区府。始建於1463年，面積9.06平方公里，2011年人口8,002，人口密度每平方公里883人。